# Scopula philippina
Scopula philippina är en fjärilsart som beskrevs av Louis Beethoven Prout 1931. Scopula philippina ingår i släktet Scopula och familjen mätare. Inga underarter finns listade.